# Skok
 Ovo je glavno značenje pojma Skok. Za druga značenja pogledajte Skok (razdvojba).
Skok ili skakanje je proces pri kojem se tijelo za kratko vrijeme odvaja od zemlje koristeći vlastitu silu, najčešće pomoću ekstenzije nogu. Ovu mogućnost posjeduje većina životinja, uključujući ljude. Može se skakati sa željom dostizanja nečeg visokog, preskakanja ograde ili kanala, skakanja na nižu razinu, skakanja u plesu ili športu.
U carstvu životinja najbolji su skakači buhe, koje mogu skočiti i 200 puta više u odnosu na dužinu tijela.

## Skakanje u športu
Športovi u kojima je potrebno skakanje su skokovi u vodu, košarka, badminton, klizanje, gimnastika, borilačke vještine, skijanje, plivanje, rukomet, odbojka i sl.
Postoje i atletske discipline koje se baziraju isključivo na skakanju: skok u vis, skok s motkom, skok u dalj, troskok, kao i utrke s preponama.